# Prva svjetska izložba

Prva svjetska izložba (London, 1851.), poznata i kao Velika izložba, a neki je zovu i Crystal Palace (po građevini u kojoj je održana), bila je prva međunarodna izložba održana u londonskom Hyde Parku u Engleskoj od 1. svibnja, do 15. listopada, 1851. To je bila prva u nizu priredaba koje su kasnije nazvane Svjetska izložba, mađunarodna izložba najviših kulturnih i industrijskih dostignuća zemalja sudionica. Izložba rastuće moći novostvorene grane (XIX st.) ljudske djelatnosti industrije.

## Neki podaci
- Izložbu je organizirao odbor sastavljen od najprominentijih ličnosti onog vremena Velike Britanije; princa Alberta, Henryja Cola, Francisa Henryja, Baruna Charlesa Dilkea uz ostale članove Kraljevskog društva za umjetnost, obrt i industriju.

- Za potrebe izložbe podignuta je specijalna građevina, nazvana Crystal Palace, projektirana od strane Josepha Paxtona i inženjera Charles Foxa. Za ono doba to je bilo pravo čudo od građevine već svojim dimenzijama (563 m. duga i 138 m. široka) a i materijalima od kojih je sagrađena; željezo i staklo. Ova građevina imala je veliki uticaj na razvoj moderne arhitekture XIX. i XX st. Nakon izložbe premještena je iz Hyde parka u južni London (Sydenham), tu je i izgorjela.

- Šest milijuna ljudi posjetilo je izložbu, to je onda bilo ravno jednoj trećini stanovništva Velike Britanije.

## Vanjske poveznice
- Govor Princa Alberta s najave Izložbe 1851.  Arhivirana inačica izvorne stranice od 29. ožujka 2008. (Wayback Machine)
- "Memorablije s Velike izložbe" Serija crteža iz Puncha